# Riau
Pour les articles homonymes, voir Îles Riau.
Riau (en indonésien : Riau /ri.au̯/), anciennement Riouw, est une province d'Indonésie située dans la partie centrale de l'est de l'île de Sumatra. Sa population s'élevait à 6,86 millions d'habitants en 2023. Sa capitale est Pekanbaru.
La province est traversée par l'équateur (un tiers de Riau au sud de l'équateur, deux tiers au nord). Elle est bordée à l'ouest par la province du Sumatra du Nord, au sud par les provinces du Sumatra occidental et Jambi, à l'est par la mer de Java et au nord par le détroit de Malacca. 
En 2002, ses 3 214 îles et îlots en ont été séparés pour former la nouvelle province des îles Riau. La superficie de la province est de 329 867 km2, dont 94 562 km2 de terres émergées. La majorité des habitants vivent en zone rurale.

## Histoire

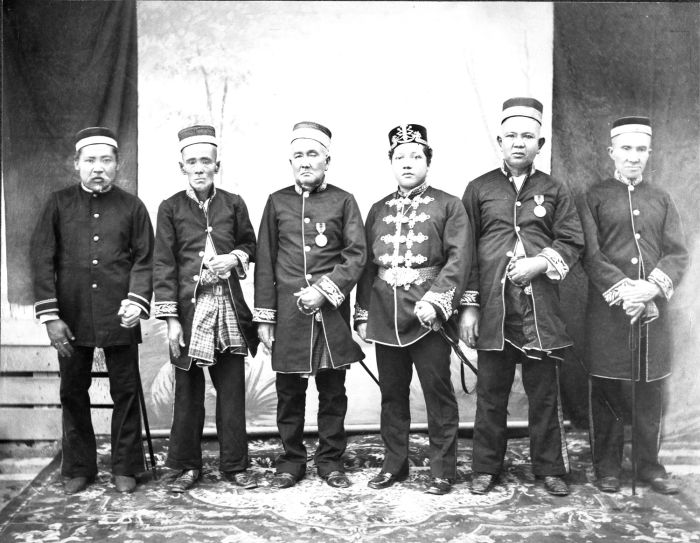
Le sultan de Siak et ses dignitaires en 1888

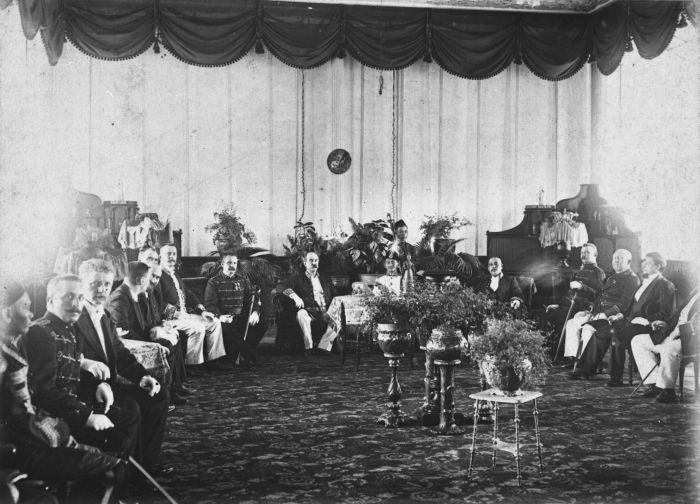
Visite du resident de Riau au sultan de Lingga (vers 1900)

On a trouvé des vestiges bouddhiques dans la province, notamment à Muara Takus, que l'on date du IXe ou Xe siècle. On n'a pas encore établi si ce site avait un rapport avec la cité-État bouddhique de Sriwijaya, dont l'emplacement était celui de l'actuelle Palembang dans la province du Sumatra du Sud.
Dans les années 1670, la VOC ouvre un comptoir à Bengkalis à l'embouchure de la rivière. Ils peuvent ainsi contrôler le commerce de l'étain, vital pour leur établissement à Malacca.

### Le traité de Londres de 1824
En 1824, les Britanniques et les Néerlandais signent à Londres un traité qui accorde à ces derniers le contrôle des territoires revendiqué par les Européens au sud de Singapour, fondée en 1819 par Raffles. Le sultanat de Johor se retrouve divisé en deux. La partie située sur la péninsule de Malacca passe sous le contrôle des Britanniques, tandis que la partie insulaire passe sous contrôle néerlandais. Plus généralement, ce traité marque la séparation du monde malais en deux parties, l'une se trouvant aujourd'hui dans la fédération de Malaisie et l'autre dans la république d'Indonésie.

### Laresidentie Riouw
En 1830, les Néerlandais signent avec le sultan de Lingga un traité par lequel ce dernier se reconnaît leur leenman, c'est-à-dire vassal. Le gouvernement colonial crée la residentie Riouw sur son territoire. En 1856, il incorpore à la residentie les îles Anambas et Natuna. En 1858, il y incorpore également les sultanats d'Indragiri et Siak.
Pour punir un sultan de Lingga insoumis, les Néerlandais dissolvent finalement son sultanat en 1911.
La residentie deviendra la province de Riau de l'Indonésie indépendante.

## Géographie

### Climat
Tropical et humide avec des précipitations annuelles de 2000 à 3 000 mm. La saison des pluies s'étend de novembre à avril avec janvier comme point culminant. Pendant la saison sèche, le thermomètre oscille d'un minimum de 22,2 degrés Celsius à un maximum de 31,9 degrés.

### Voies d'eau pénétrantes
Riau est traversée par quatre grandes rivières ou fleuves : 
- le Siak, 225 km de long, profondeur de 8 à 12 mètres ;
- l'Indragiri, 550 km de long, plus de 360 km navigables, profondeur de 6 à 8 mètres ;
- le Kampar, 400 km de long, 300 km navigables, profondeur 6 mètres ;
- le Rokan, 350 km de long, 275 km navigables, profondeur 6 à 8 mètres.

## Divisions administratives
Riau est subdivisée en neuf kabupaten :
- Bengkalis (Bengkalis)
- Indragiri Hilir (Tembilahan)
- Indragiri Hulu (Rengat)
- Kampar (Bangkinang)
- Îles Meranti (Selatpanjang)
- Kuantan Singingi (Teluk Kuantan)
- Pelalawan (Pangkalan Kerinci)
- Rokan Hulu (Pasir Pangaraian)
- Rokan Hilir (Ujung Tanjung)
- Siak (Siak Sri Indrapura)

et deux kota :
- Dumai
- Pekanbaru

## Population et société

### Groupes ethniques
La province de Riau est multiethnique et multiculturelle. 
Au recensement de 2010, les malais constituaient 33,28% de la population. Les bataks étaient 12,55% et les minangkabaus 12,29%. La province abritait également des banjars (4,13%) originaires de Bornéo, des bugis (1,95%) originaires de Sulawesi, des chinois (1,85%) et des nias (1,30%) originaires de l'île de Nias. Une communauté javanaise (29,20%) et une communauté soundanaise (1,42%), principalement issues de la transmigration, étaient également présentes dans la province. Les autres groupes ethniques regroupaient 2,05% de la population de Riau.

### Langues
Riau est considéré comme le berceau de la langue malaise, parlée sur la côte est de Sumatra, outre à Riau, dans les provinces du Sumatra du Nord et Jambi, sur la bande côtière des provinces du Kalimantan occidental et du Kalimantan du Sud à Bornéo, dans la fédération de Malaisie et à Singapour.
Trois inscriptions, datées de 683, 684 et 686, et rédigées dans une forme archaïque de malais, révèlent l'existence d'une kadatuan (principauté) nommée Sriwijaya. Cette cité-État se trouvait sur le site de l'actuelle Palembang. Des textes arabes et chinois confirment que Sriwijaya était un État puissant qui contrôlait le trafic maritime dans le détroit de Malacca, à l'époque déjà une importante voie maritime internationale. Cette puissance a probablement favorisé l'utilisation du malais comme langue d'échange entre les ports de la région.
Située sur la Route de la Soie maritime, Malacca, fondée sur la péninsule malaise par un prince de Sumatra, est une escale importante pour les marchands musulmans qui contrôlent ce commerce. Durant le XVe siècle, cette cité-État devient à son tour le port le plus important de la région. L'essor du commerce entre les îles fait du malais la langue des ports et des échanges dans l'archipel.
Le mouvement nationaliste né au début du XXe siècle dans les Indes Néerlandaises décide tout naturellement d'adopter le malais comme langue de la future nation indépendante et le baptise « indonésien ». En 1928, les diverses associations de jeunes indigènes des Indes néerlandaises, réunies en congrès, prononcent un « serment de la jeunesse » par lequel ils déclarent adopter trois idéaux : une patrie, l'Indonésie, une nation, la nation indonésienne, une langue, l'indonésien.

### Religions
L'islam est la principale religion de la province. Elle est pratiquée par 6 millions de personnes, soit 87,06 % de la population. Les musulmans de Riau sont principalement sunnites de rite chaféite. D'importantes communautés chrétiennes existent parmi les Bataks, les Nias et les Chinois et une communauté bouddhiste existe parmi ces derniers.

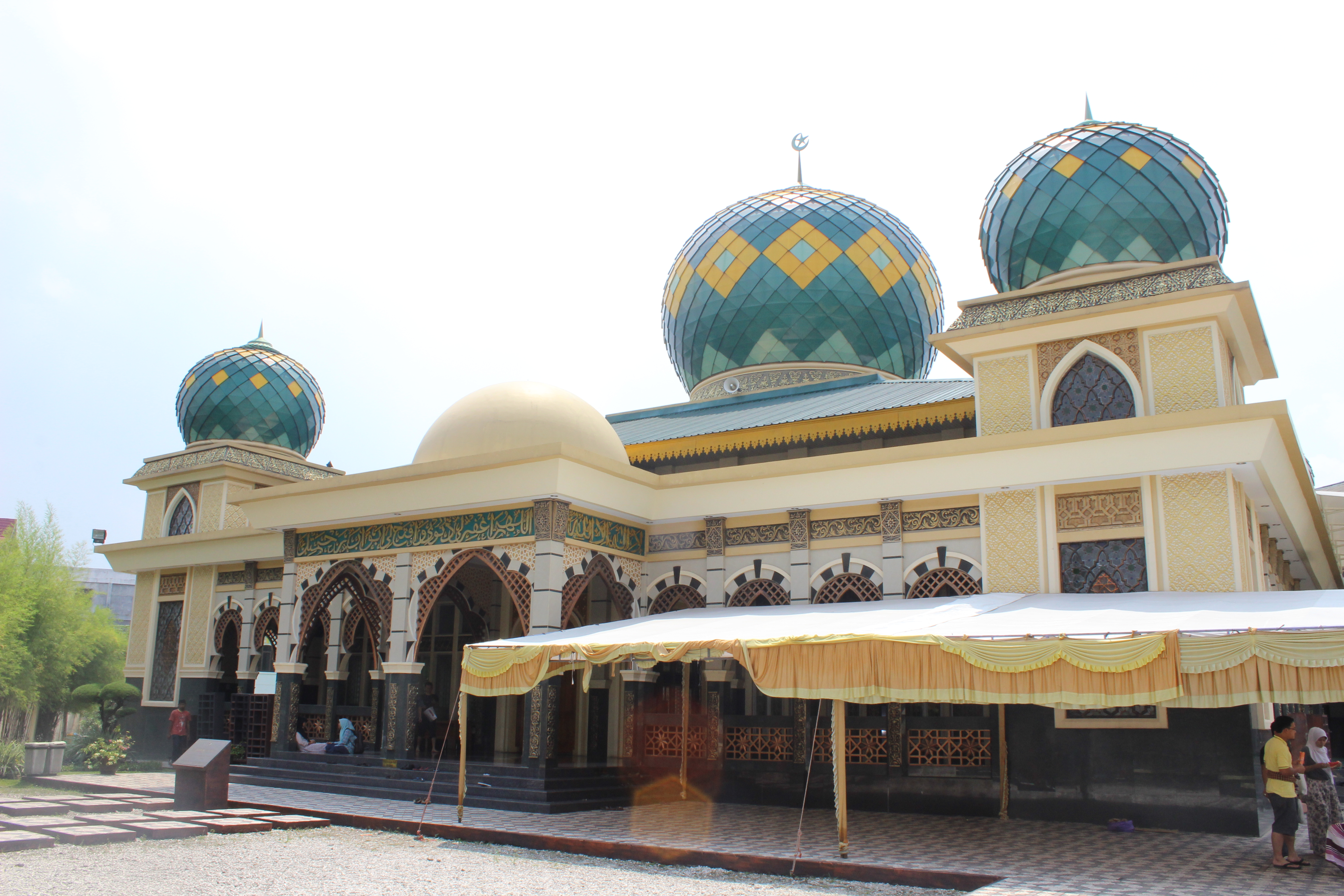
La mosquée ar-Rahman de Pekanbaru
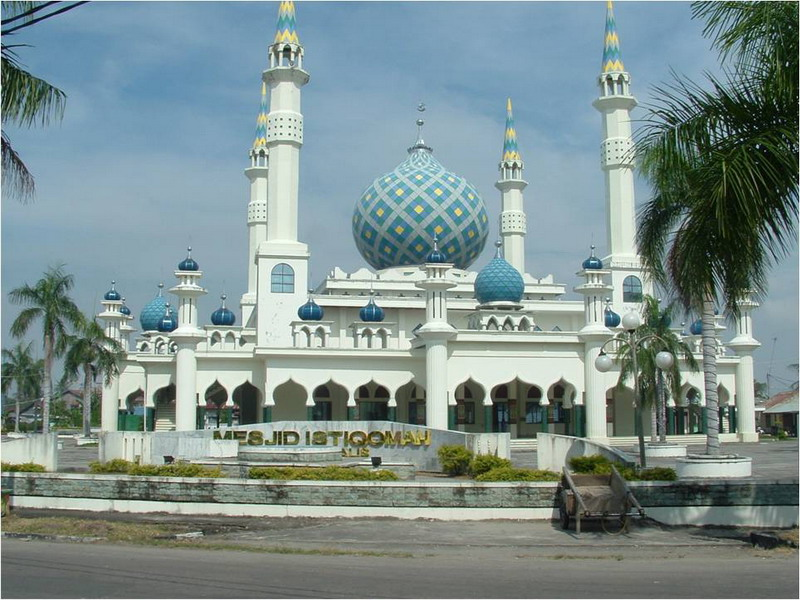
La mosquée Istiqomah de Bengkalis
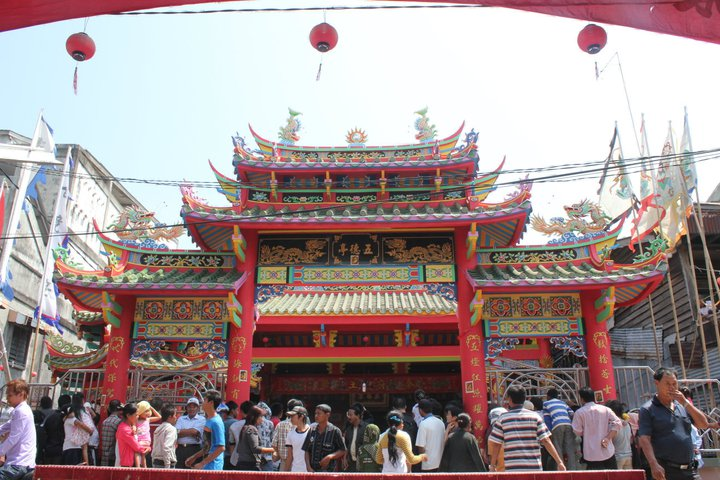
Un temple bouddhiste à Selat Panjang (îles Meranti)

#### Statistiques
| Religion         | Population | %      |
| ---------------- | ---------- | ------ |
| Islam            | 6 178 530  | 87,03% |
| Christianisme    | 779 797    | 10,98% |
| └ Protestantisme | 701 925    | 9,89%  |
| └ Catholicisme   | 77 872     | 1,10%  |
| Bouddhisme       | 137 058    | 1,93%  |
| Hindouisme       | 744        | 0,01%  |
| Autres           | 3 168      | 0,04%  |
| Total            | 7 099 297  | 100%   |

## Économie
Depuis la mise en production du champ géant de Minas dans les années 1950, Riau est le premier producteur indonésien de pétrole, produisant en gros la moitié du brut du pays.

## Tourisme

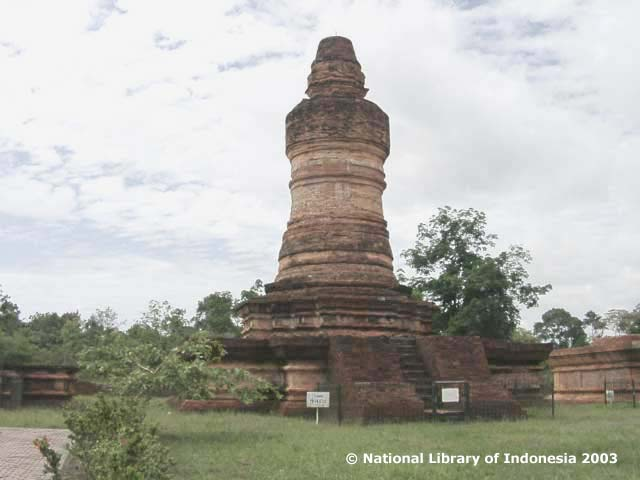
Le temple de Muara Takus

- Pekanbaru : la capitale provinciale possède de nombreuses constructions dans le style traditionnel de la région, telles le Balai Dang Merdu et le Balai Adat. On y trouve aussi le Taman Budaya Riau ("parc culturel de Riau").

- Parc du sultanat de Siak : un palais de style mauresque fut construit en 1889 à 120 km en amont de Pekanbaru sur le fleuve Siak par le sultan Syarif Hasyim Abduljalil Syarifuddin. C'est aujourd'hui un musée qui présente des objets royaux.

- Temple de Muara Takus : comme beaucoup d'autres structures de ce type à Sumatra, cet ensemble de stūpas bouddhiques, situé près du village de Muara Takus dans le district de Tigabelas Koto, est construit en brique rouge et en sable. On pense qu'il a été construit au IXe  ou  Xe siècle apr. J.-C., à l'époque de l'apogée de la cité-État de Sriwijaya. Des excavations se poursuivent pour connaître l'âge exact et la fonction de cet ensemble.

- Plages : les côtes plates et marécageuses de la province de Riau n'offrent pas beaucoup de belles plages. Sur la côte nord de l'île de Rupat sur le détroit de Malacca, on trouve la plage Pasir Panjang, où l'on peut pratiquer le surf.

- Réserve naturelle de Kerumutan Baru : située dans le district de Kuala Kampar, cette réserve de 120 000 hectares est environ à 18 heures de Pekanbaru par bateau, en remontant un fleuve calme bordé de forêt vierge.